# Метро 2033: К свету
«Метро 2033: К свету» — роман Андрея Дьякова в жанре постапокалиптики, четвёртая книга в серии «Вселенная Метро 2033». Первая часть трилогии «Метро 2033: Тени Пост-Петербурга». Первое издание романа было выпущено в июне 2010 года издательством «АСТ».
По сюжету, жители метро постъядерного Санкт-Петербурга собирают экспедицию в Кронштадт, чтобы проверить слухи, распространяемые сектой «Исход» об этом городе. С отрядом отправляется опытный сталкер Таран вместе со своим учеником — двенадцатилетним мальчиком Глебом. Произведение описывает путешествие к Кронштадту через разрушенный ядерной войной и полный различных смертельных опасностей Санкт-Петербург.
Роман был издан на нескольких языках и был высоко оценён читателями серии, но получил отзывы различного характера от рецензентов специализированных СМИ.

## Сюжет
Действие романа происходит в 2033 году в постъядерном Санкт-Петербурге. Основная часть населения живёт в Петербургском метрополитене, поскольку на поверхности разрушенного ядерной войной города люди жить не могут. Метрополитен разделён на общины-государства.
Главные герои романа — опытный сталкер Таран и мальчик-сирота Глеб. Таран избавляет жителей одной из станций метро от мутанта, с которым те долго не могли справиться. Жители метро организовывают экспедицию в загадочный Кронштадт, откуда видны источники света, явно посылаемые людьми. Тарану предлагается провести эту экспедицию. Сталкер соглашается, но при условии, что с ним пойдёт Глеб. Мальчик нужен сталкеру, поскольку тот страдает от заболевания, вызванного укусом мутанта, и задачей мальчика является вкалывание сталкеру противоядия, когда тот в моменты приступов становится беспомощным. Таран и Глеб присоединяются к отряду из девятерых героев книги — Бельгийца, Ксивы, Окуня, Наты, Шамана, Фарида, человека-мутанта Дыма, командира Кондора и сектанта Ишкария. Они все вместе отправляются в путь.
Первая часть маршрута проходит по поверхности города. От станции метро Автово герои доходят до посёлка Стрельна, где исследуют бункер. Затем путники посещают Петергоф. Идя вдоль Финского залива, они перебираются через Невскую губу и добираются до автомобильного тоннеля, проходящего под заливом и ведущего в Кронштадт; через этот тоннель они рассчитывают добраться до цели путешествия. Всё это время участники похода подвергаются различным испытаниям, опасностям, которые готовит им мутировавшая природа Санкт-Петербурга, и рискуют жизнью. Отряд теряет четырёх своих членов — Бельгийца, Окуня, Дыма и Ксиву.
Выйдя из туннеля, группа попадает на остров Котлин и видит ракетный крейсер «Варяг» — тот самый «Ковчег», который должен был забрать людей в далёкие дали (по легенде, в которую верит Ишкарий). Однако крейсер находится на мели и оказывается пробитым. Ишкарий ссорится с Натой и толкает её на нож, случайно оказавшийся в руке Кондора. Ната умирает. Командование берёт на себя Таран.
Путники входят в бомбоубежище в Кронштадте, которое оказывается заброшенным и ненаселённым. Ишкарий открывает одну из дверей, из-за чего бомбоубежище начинает затапливать вода. Потеряв Фарида, отряд выбирается из убежища на поверхность. Таран теряет сознание из-за приступа, а Глеб — после того, как его ударяют о перила Ишкарий и Шаман, не дав ему вколоть сталкеру противоядие.
Придя в сознание в одиночестве, Глеб начинает искать остальных членов отряда и замечает, что какие-то люди в робах заносят мёртвых Шамана и Кондора в один из ангаров. Глеб решает разбить прожектор Кронштадтского маяка, сигналы которого и были видны петербуржцам. Внезапно к Глебу приходит Ишкарий, который готовится убить мальчика. Со слов Ишкария выясняется, что в Кронштадте живут людоеды, заинтересованные, чтобы к ним приходили люди, Ишкарий является одним из людоедов и именно он убил некоторых членов своей команды. По счастливой случайности Глеб в потасовке скидывает Ишкария с маяка.
Глеб видит живого Тарана, отстреливающегося на баркасе от сектантов. Глеб добегает до наставника и, прыгнув на судно, уплывает вместе с Тараном. Вдвоём они устремляются назад в город, чтобы рассказать всем о сектантах-людоедах, однако те перекрывают им путь к Петербургу. Глеб сворачивает к Балтийскому морю. Обстреливаемый людоедами баркас начинает тонуть, и в конечном итоге Таран с Глебом оказываются в холодной воде залива.
Глебу и Тарану везёт: их замечают люди, прибывшие к свету с маяка. Они забирают их и отвозят на «Вавилон» — населённую буровую платформу, стоящую посреди Финского залива. Таран просит начальство поселения эвакуировать жителей Петербургского метрополитена на населённые колонии островов Малый и Мощный.
Вернувшись в Петербург, Таран и Глеб рассказывают жителям метро о секте людоедов на Кронштадте. Там же в метро они встречают живого Дыма, который, как оказалось, сумел спастись.

## Создание и выход романа
Во время написания романа Андрей Дьяков был непрофессиональным автором и рядовым читателем книжной серии. По его собственным словам, написание романа заняло чуть больше двух месяцев. Текст романа был размещён Андреем в качестве фанфика на официальном сайте «Вселенной Метро 2033», где в то время принимались подобные работы фанатов. Размещённый роман стал одним из лучших и победил в пользовательском голосовании, после чего был издан в рамках официальной книжной серии. По словам Дмитрия Глуховского, книга стала первой в серии, написанной непрофессиональным автором и изданной по итогам читательского голосования на портале. Выход романа в продажу состоялся в июне 2010 года.
В дальнейшем роман занял первое место во внутреннем конкурсе книжной серии «Лучшая книга Вселенной», в котором читатели голосованием выбирали лучшую книгу среди книг, изданных в рамках серии в 2009 и 2010 годах. В этом голосовании роман обошёл девять произведений, часть из которых, по словам Дмитрия Глуховского, была написана профессиональными авторами.
Роман был издан на нескольких языках.
| Страна           | Язык        | Название романа в издании         | Дата выхода         | Издательство               |
| ---------------- | ----------- | --------------------------------- | ------------------- | -------------------------- |
| Венгрия          | венгерский  | A fény felé                       | 2014 год            | Europa Publishing          |
| Германия         | немецкий    | Die Reise ins Licht               | 9 мая 2011 года     | Random House               |
| Испания          | испанский   | Hacia la luz                      | 13 марта 2012 года  | Planeta de Libros          |
| Италия           | итальянский | Verso la Luce                     | 1 февраля 2012 года | Multiplayer Edizioni       |
| Польша           | польский    | Do światła                        | 27 июня 2012 года   | Insignis Media             |
| Республика Корея | корейский   | 메트로 2033 유니버스: 사라진 태양 | июнь 2015 года      | Jeumedia                   |
| Россия           | русский     | Метро 2033: К свету               | июнь 2010 года      | АСТ                        |
| Франция          | французский | Vers la Lumiere                   | сентябрь 2012 года  | L’atalante                 |
| Чехия            | чешский     | Ke světlu                         | 2022 год            | Laser                      |
| Швеция           | шведский    | Resan till ljuset                 | 10 июня 2013 года   | Science Fiction Bokhandeln |

## Критика
Виталий Шишикин в своей рецензии для российского журнала «Мир фантастики» поставил роману оценку 8 баллов из 10. Критик высоко оценил сюжет, сочетающий в себе разные жанры: боевик, «герои которого сполна демонстрируют навыки владения холодным и огнестрельным оружием», психологический триллер, «заставляющий, затаив дыхание, следить за разворачивающимися событиями», а также ужасы — «так и ждёшь за каждым поворотом фатального фиаско для команды, которая всеми силами стремится пробиться к пункту назначения, до последнего сохраняя призрачную надежду». При этом, по мнению критика, Дьяков «выдержал ювелирную точность», балансируя между разными жанрами. Также Шишикин отметил колоритность персонажей и то, что автор строго следует канонам, установленным создателем серии, чтобы рассказать свою историю.
Критик французского портала If Is Dead в своём кратком обзоре отметил «ритмичный» сюжет, указав, что «после прочтения первой страницы книгу трудно отложить», и отметил не покидающее чувство напряжённости во время чтения. По его мнению, роман находится на одном уровне с «Метро 2033» и превосходит «Метро 2034» благодаря хорошему сюжету и «интригующим» персонажам. Критик высоко оценил оформление обложки, которая во французском издании была проиллюстрирована Бенджамином Карре. В качестве недостатка автор обзора указал нереалистичность вымышленного мира, что свойственно и романам Дмитрия Глуховского, — по его мнению, трудно поверить, что природа могла мутировать так быстро до состояния, показанного в романе.
Ласло Хипски, рецензент венгерского портала Ekultura, отметил наличие в романе экшн-сцен, острых ощущений и неожиданных поворотов, что, однако, по его словам, обычно для подобных произведений. Кроме того, в качестве плюса критик назвал упоминание в романе достопримечательностей Санкт-Петербурга. Автор обзора отметил, что роман лишён самокопаний и романтических линий, зато ему присуща брутальность и жёсткость. Критиком отмечается недостаток в тексте длинных предложений на фоне обилия коротких и местами вульгарный язык изложения.
Рецензент итальянского портала Everyeye Алессандро Мацога считает, что роман «К свету» продолжает тенденцию ухудшения книг серии, начатую романом «Метро 2034». Мацога обращает внимание на основное отличие романа от «Метро 2033» — большая часть сюжета происходит на поверхности Земли. По мнению рецензента, в то время как «сердцем» книжной серии является тема метро, тот факт, что Дьяков переносит действие на постапокалиптическую поверхность Земли, в «тему, которая более убедительно раскрыта во множестве других произведений прошлого», не добавляет книжной серии «ничего», и роман не содержит никаких особенностей, которые могли бы сделать его выдающимся в панораме современной научной фантастики. Критик низко оценил характеры персонажей романа, «слишком обрамлённых стереотипом учителя и ученика», и недостаточное внимание автора к большинству из них: по мнению критика, автор рассматривает персонажей как «мясо для убийства», и, когда кто-либо из героев умирает, это недостаточно серьёзно влияет на поведение остальных, и события продолжают происходить без особых изменений.

## Продолжения и сборники
В июле 2011 года в рамках книжной серии вышел роман Андрея Дьякова, продолжающий действие сюжета, — «Метро 2033: Во мрак». В сиквеле, в отличие от начального романа, действие происходит, в основном, в Петербургском метрополитене. Главными героями являются Глеб и Таран. По сюжету, колонии на островах Мощный и Малый уничтожаются ядерным взрывом, и жители Петербургского метрополитена, как единственные обладатели сведений об этих колониях, начинают поиск виновных у себя. Сопутствующей задачей главных героев становится поиск легендарного правительственного бункера, который, по слухам, находится под метро.
В январе 2013 года вышла третья часть эпопеи за авторством Андрея Дьякова — «Метро 2033: За горизонт». По сюжету этого романа, группа питерцев, возглавляемая Тараном и включающая Глеба и Дыма, отправляется во Владивосток в поисках устройства, способного очистить Землю от радиации.
Оба романа, как и начальный, были переведены на несколько языков. Образованная трилогия была затем издана в одной книге под названием «Метро 2033: Тени Пост-Петербурга» на русском языке и под названием Dunkelheit (рус. Тьма) на немецком языке. В 2018 году французским издательством Le Livre de Poche романы «Метро 2033: К свету» и «Метро 2033: Во мрак» были выпущены в одной книге на французском языке под названием «Тени Пост-Петербурга».

### Комментарии
1. ↑  На итальянском и других языках, кроме русского, издаются только некоторые книги серии и необязательно в порядке, совпадающем с оригинальной серией.